# Велика награда Бахреина 2021.
Велика награда Бахреина 2021 (званично позната као Формула 1 Гулф Аир Велика награда Бахраина 2021) била је трка Формуле 1 која се одржала 28. марта 2021. године на Међународној стази Бахреин, мото трка западно од Бахреина. Служио је као отварач сезоне Светског првенства у Формули 1 2021. и био је седамнаести по реду за Велику награду Бахреина.
У суботњим квалификацијама, Макс Верстапен, који је водио сва три тренинга у свом Ред Булу, четврти пут у каријери заузео је пол позицију. У недељној трци Хамилтон је однео победу над Верстапеном, који је раније покушао да га престигне, али је успео само да прекорачењем граница стазе добије упозорење да врати позицију. Валтери Ботас, Хамилтонов колега, заузео је подијум, дајући свом тиму Мерцедесу велико вођство у конструкторском шампионату. Трку је обележила контроверза око правила која се тичу ограничења стаза, при чему су водећи ликови оба тима критиковали оно што су сматрали непотребно компликованим прописима.

## Позадина
Предсезонско тестирање показало је да је Ред Бул затворио јаз у доминантном конструктору Мерцедесу. Снабдевач тима , Хонда, најавио је да неће испоручивати моторе после 2021. године, и представио је нижи, компактнији и снажнији мотор који је раније био намењен за 2022. Мерцедес је био под негативним утицајем промена у регулацији сезоне, јер је њихов аеродинамички дизајн са ниским углом био погођен више од дизајна њихових конкурената.
Даље на мрежи, било је узбуђења због близине у средњем поредку, при чему су релативне брзине Ферарија, Алфа Таурија, Макларена, Алпине и Астон Мартина све неизвесне. Макларен, Астон Мартин и Алпин (бивши Рено), трећи, четврти и пети на конструкторском шампионату 2020. године, заменили су одлазеће возаче доказаним победницима у тркама у Данијелу Рикарду, Себастијану Фетелу и Фернанду Алонсу, али су прва два такође значајно модификовали своју аеродинамику, при чему је Макларен прешао из Реноових погонских јединица у Мерцедес, а Астон Мартин је имао проблема са својом филозофијом "ниских углова". Алпин је у међувремену показао пристојан, али не и спектакуларан темпо тестирања. Алфа Таури, са новим возачем у Јуки Цунодом, очекивао је напредак од године која је укључивала победу Пјера Гаслија у Монци, а Ферари је настојао да се опорави од претходне сезоне, која је била њихова најгора у четрдесет година.
Хас је пре почетка сезоне најавио да је развој њиховог аутомобила 2021. већ престао и да је једини фокус тима био на изменама техничких прописа 2022. године. Њихова два ривала, Вилијамс и Алфа Ромео, последњи и осми 2020. године, приватно су заузели сличан приступ, постепено заустављајући развој својих неконкурентних аутомобила, иако су коментари јавности дати тек након трке.
Возачи и тимови били су исти као и листа за пријаву у сезону без додатних резервних возача за трку. Три возача су дебитовала у Формули 1. Јуки Цунода, који је освојио треће место у шампионату Формуле 2 2020, био је импресиван у предсезонским тестирањима за Алфа Таури. Двојица новајлије дебитовала су даље за Хас: Мик Шумахер, син седмоструког светског шампиона Михаела Шумахера, дебитовао је заједно са Русом Никитом Мазепином. Шумахер је прошле године освојио шампионат Формуле 2, док је Мазепин завршио на петом месту.
Добављач пнеуматика Пирели донео је смеше гума Ц2, Ц3 и Ц4 (означене тврдом, средњом и меком) које ће тимови користити на догађају. То су биле исте гуме које су коришћене на прошлогодишњем догађају, али један корак мекше од оних које су коришћене 2019. године, када су коришћена једињења Ц1, Ц2 и Ц3. Ферари и Алпине тестирали су 18-инчне гуме намењене аутомобилима 2022. у три дана након догађаја.
Луис Хамилтон, бранилац титуле светског шампиона, такође је био бранилац победе у трци, пошто је освојио претходне две награде за Бахреин Гранд При, иако је Серхио Перез освојио Велику награду Сакира 2020, одржану на другом распореду на истом кругу.

## Тренинзи
Први тренинг је почело у 14:30 по локалном времену (УТЦ+03: 00), а други тренинг је почело у 18:00 по локалном времену, оба 26. марта. Завршни тренинг започет је следећег дана у 15:00 по локалном времену. Сва три тренинг су трајала један сат. Ово је била прва трка са смањеним трајањем тренинга, при чему су први и други тренинг претходно трајали 90 минута од 2007. до 2020.
Први тренинг је протекао без инцидената и завршио се Максом Верстапеном најбржим за Ред Бул, испред Мерцедеса Валтерија Ботаса и Макларена Ланда Нориса. Други тренинг завршио је Верстапен поново најбржи, испред Нориса и Луиса Хамилтона. Кими Рејкенен је ударио у баријере на скретању 3. Трећи тренинг је завршен тако што је Верстапен поново био најбржи испред Хамилтона и возача Алфа Таурија Пјереа Гаслија.
Норис је умањио своју чврсту форму, рекавши да није потпуно задовољан својим болидом упркос томе што је био други најбржи на другом тренингу, инсистирајући да ће Мерцедес и Ред Бул бити испред Макларена у квалификацијама и трци, што је осећај са којим је нови сувозач Данијел Рикардо сагласан. Возач Ред Була Серхио Перез био је разочаран својим учинком на симулацијама квалификација у односу на свог сувозача Верстапена, истичући да има много тога да побољша у овој области, али је био задовољан својим тркачким перформансама у пракси. Након седница у петак, Тото Волф је приметио да очекује да ће Мерцедес и Ред Блл бити у тесној међусобној борби током целог викенда.

## Квалификације
Квалификације су почеле 27. марта у 18:00 по локалном времену. Заокрет за Хас Никите Мазепина почетком првог дела квалификација (К1) брзо је засењен његовим поступцима пред крај сесије. Руски новајлија наљутио је многе не само што је прекршио „неписани џентлменски споразум“ међу возачима да не претичу у последњем сектору ван кругова, већ је заоштрио питање окретања на првом углу, уништавајући шансе другима, укључујући Естебана Окона и Себастијан Фетел, како би поставили боље време круга. Елиминисани возачи били су Окон, Николас Латифи и Фетел и двојица возача Хаса, Мик Шумахер и Мазепин. Фетел би добио казну од пет места због неуспеха у успоравању за жуте заставице након другог Мазепиновог окретања, и почео би трку од последњег.
Серхио Перез, који је претходне године освојио свој први Гранд при на стази, иако на спољашњој стази, није успео да напредује од другог дела квалификација (К2) на свом дебију за Ред Бул када је његов тим неуспешно прокоцкао средње гуме. Сесију је завршио на једанаестом месту. Слични догађаји задесили су Јукију Цуноди у његовом Алфа Таурију, који се борио са средњим гумама будући да је био други најбржи на крају К1, а завршио је на 13. месту. Џорџ Расел није успео да достигне више од 15. у свом спором Вилијамс -у. Остали возачи који су испали били су два Алфа Ромеа Антонио Ђовинаци и Кими Рејкенен, који су сесију завршили 12. и 14.
Први сет кругова у последњем делу квалификација (К3) показао је да је Ред Бул Макса Верстапена био нешто бржи од Мерцедесовог пара Луис Хамилтон и Валтери Ботас, предвиђање које се показало тачним: Вешстапен је освојио пол, савладајућим светсог следе шампиона Хамилтона и његов колегу Ботас. Шарл Леклер је у свом Ферарију постигао високо четврто место, а његов колега Карлос Саинз успео је тек на осмом, четири места уназад. Празнину су попунили Алфа Таури Пјера Гаслија и Макларен дуо Данијел Рикардо и Ландо Норис. Фернандо Алонсо постигао је заслужену девету позицију у свом Алпину, након две године удаљености од спорта, а Астон Мартин, Ланса Строл -а заокружио је првих 10.

### Квалификациона класификација
| Поз. | Бр. | Возач             | Конструктор  | Квалификациона времена | Квалификациона времена | Квалификациона времена | Стартна позиција |
| Поз. | Бр. | Возач             | Конструктор  | К1                     | К2                     | К3                     | Стартна позиција |
| ---- | --- | ----------------- | ------------ | ---------------------- | ---------------------- | ---------------------- | ---------------- |
| 1    | 33  | Макс Верстапен    | Ред Бул      | 1:30.499               | 1:30.318               | 1:28.997               | 1                |
| 2    | 44  | Луис Хамилтон     | Мерцедес     | 1:30.617               | 1:30.085               | 1:29.385               | 2                |
| 3    | 77  | Валтери Ботас     | Мерцедес     | 1:31.200               | 1:30.186               | 1:29.586               | 3                |
| 4    | 16  | Шарл Леклер       | Ферари       | 1:30.691               | 1:30.010               | 1:29.678               | 4                |
| 5    | 10  | Пјер Гасли        | Алфа Таури   | 1:30.848               | 1:30.513               | 1:29.809               | 5                |
| 6    | 3   | Данијел Рикијардо | Макларен     | 1:30.795               | 1:30.222               | 1:29.927               | 6                |
| 7    | 4   | Ландо Норис       | Макларен     | 1:30.902               | 1:30.099               | 1:29.974               | 7                |
| 8    | 55  | Карлос Саинз      | Ферари       | 1:31.653               | 1:30.009               | 1:30.215               | 8                |
| 9    | 14  | Фернандо Алонсо   | Алпин        | 1:30.863               | 1:30.595               | 1:30.249               | 9                |
| 10   | 18  | Ланс Строл        | Астон Мартин | 1:31.261               | 1:30.624               | 1:30.601               | 10               |
| 11   | 11  | Серхио Перес      | Ред Бул      | 1:31.165               | 1:30.659               | N/A                    | ПЛ1              |
| 12   | 99  | Антонио Ђовинаци  | Алфа Ромео   | 1:30.998               | 1:30.708               | N/A                    | 12               |
| 13   | 22  | Јуки Цунода       | Алфа Таури   | 1:30.607               | 1:31.203               | N/A                    | 13               |
| 14   | 7   | Кими Рејкенен     | Алфа Ромео   | 1:31.547               | 1:31.238               | N/A                    | 14               |
| 15   | 63  | Џорџ Расел        | Вилијамс     | 1:31.316               | 1:33.430               | N/A                    | 15               |
| 16   | 31  | Естебан Окон      | Алпин        | 1:31.724               | N/A                    | N/A                    | 16               |
| 17   | 6   | Николас Латифи    | Вилијамс     | 1:31.936               | N/A                    | N/A                    | 17               |
| 18   | 5   | Себастијан Фетел  | Астон Мартин | 1:32.056               | N/A                    | N/A                    | 202              |
| 19   | 47  | Мик Шумахер       | Хас          | 1:32.449               | N/A                    | N/A                    | 18               |
| 20   | 9   | Никита Мазепин    | Хас          | 1:33.273               | N/A                    | N/A                    | 19               |

#### Напомена
- ^1  – Серхио Перез се пласирао на 11. место, али је трку започео са пит лејн -а због електричног проблема који се догодио током круга формације. Његово место на мрежи остало је упражњено.
- ^2  – Себастијан Фетел је кажњен са пет места због непоштовања двоструких жутих застава у првом сектору.

## Трка
Серхио Перез се зауставио у кругу формације на путу до позиције за старт, што је подстакло додатни круг формације и скратило трку са 57 на 56 кругова. Перез је успео да поново покрене свој Ред Бул, а тим му је рекао да започне трку са пит лејн -а, у складу са прописима. Када је трка кренула, Верштапен је успео да стигне испред Хамилтона и преузме вођство кроз први завој, док је Валтерија Ботаса прошао Ферари Шарла Леклера; Никита Мазепин је у својој дебитантској трци изгубио контролу над својим Хасом на излазу из завоја 3 и забио се у баријере на излазу из кривине. Сигурносни аутомобил био је распоређен до краја трећег круга, а при поновном старту Верштапен је успео да задржи Хамилтона и Леклера. Даље, Ландо Норис, који је у првом кругу прошао свог колегу Данијела Рикарда, успео је да прође Алфа Таури Пјера Гаслиј -а и почео да напада Мерцедес Ботаса за четврто место. Гасли је тада ступио у контакт са Рикардовим задњим делом и изгубио предње крило, што му је захтевало заустављање, контакт са Гаслијем је довео до губитка ритма за Рикарда до краја трке. Мик Шумахер у другом Хасу се такође окренуо, али је могао да настави.
Вештапен и Ред Бул су били забринути због поузданости његовог аутомобила након проблема његовог колеге, па је почео да прави заостатак до Хамилтона, који је до краја 6. круга достигао преко 1,5 секунди. У међувремену, Норис је успео да прође Леклера за четврто место у 8. кругу након узастопне битке, а бројни потези су направљени у густо збијеном средњем поредку - десет секунди делило је Нориса у 4. до Переза, који је успео да се пробије до дванаестог. Када је Алпин рекао Фернанду Алонсу да се у 11. кругу повуче са осмог места на свеже гуме, то је изазвало налет активности у средњем поредку, јер су тимови настојали да их не надмудре због стратегије поткопавања других. Горе напред, Хамилтон се нашао у трци на тврдим гумама на крају 14. круга; Ред Булжл је одлучио да се не супротстави Верштапен, фаворизујући стратегију по којој ће њихов возач на крају трке видети свеже гуме.
Када је Верштапен изашао из бокса, четири круга након свог ривала, изашао је на другом месту, седам секунди заостатка. До ове фазе, сви возачи су се борили, а Карлос Саинц Јр., Себастијан Фетел и Алонсо учествовали су у тросмерном шкарту за осмо место, које је Јолијан Палмер описао као „бриљантне трке на точковима“, одакле је Саинц успео у 23. кругу. новајлија Јуки Цунода убрзо је обишао два бивша светска шампиона: прво Астон Мартин Фетела у 25. кругу; затим Алонса у 27. кругу. Верштапен је у осам кругова успео да се приближи Хамилтону у року од четири секунде, а када је Хамилтон у 28. кругу покушао да се ослободи својих лоших тврдих гума, разлика је смањена на две секунде. Његов колега из Мерцедеса Ботас морао је да издржи болно споро заустављање неколико кругова касније, када његови механичари на тренутак нису могли да скину једну гуму, практично га је уклонила из борбе и спустила на пето место. Алонсо је морао да се повуче из трке због проблема са кочницама.
У 32. кругу, његов тим је обавестио Верштапена да Хамилтон доследно премашује ограничење стазе на скретању 4 и да би Верштапен могао да почне да ради исто, на шта је Верштапен одговорио: "... како је то легално, мислио сам да то није било дозвољено ". Хамилтон је упозорен на прекорачење ограничења стазе при скретању 4 у 38. кругу; овај прекршај је починио 29 пута, при чему је Хамилтон изјавио "мислио сам да нема граница". Када је Верштапен прошао пар кругова касније, изашао је девет секунди иза Хамилтона, али са знатно свежијим гумама, са преосталих 16 кругова у трци. Верштапен је брзо затворио заостатак за својим ривалом, пролазећи брже од било кога другог. У међувремену, Саинц је претекао Ленса Строла за осмо у првом завоју, а Естебана Окона је престигао Астон Мартин Фетела. Обојица су успели да наставе трку.
До почетка 51. круга, Верштапен је ушао у секунду Хамилтону и започео свој напад када је Хамилтон на излазу из 10. завоја отишао широким кругом. Следећи круг је претекао Мерцедес око завоја 4; међутим, пошто је завршио претицање силаском са стазе, тим му је наредио да врати позицију, што је и учинио између 10. и 11. завоја. Ред Бул је тада погођен прекорачењем услед прљавог ваздуха из Мерцедеса на излазу из скретања 13, а Верштапен је изгубио значајно време покушавајући да га стави под контролу. Ово је Хамилтону дало прилику да се одбрани, а брзо затварање Верштапена није успело да претекне пре краја трке. У међувремену, Ботас је прешао на свеже гуме и поставио најбржи круг трке.

### После трке
У интервјуу за подијум, који је водио Џенсон Батон, Хамилтон и Ботас су нагласили улогу коју је њихов тим одиграо. Хамилтон је нагласио Ред Бул -ове "невероватне перформансе током целог викенда" и како је било потребно "нешто посебно" и од тима и од возача да победи у трци. Ботас је био разочаран пит-стопом од десет секунди који га је ефикасно извукао из борбе, али је истакао како је Мерцедес направио "кораке напред" током викенда, како би затворио јаз у перформансама Верштапена и Ред Блла. Тото Волф, директор Мерцедеса, похвалио је цео тим, али и осетио да је срећа одиграла одређену улогу у победи: "на крају, богови трке су били на нашој страни".
Сам Верштапен је остао позитиван, размишљајући о томе како је Ред Бул "заиста водио борбу са њима [Мерцедес]". Верштапенов колега Перез оплакивао је шта је могло бити да се болид није зауставио у кругу формације, такође је нагласио потенцијал године која је пред нама. Директор Ред Бул тима Кристијан Хорнер похвалио је учинак и његових возача и тима, приметивши да "фрустрирано другим местом није лоше место за то".
Водећи ликови оба врхунска тима изразили су забуну у вези са прописима о ограничењима стаза, посебно онима на скретању 4. Касније је објављено да је забуна произашла из инструкција пре трке да ће се ограничења скретања на скретању 4 примењивати само у случајевима где је 'трајна предност' стечена у трци. Управитељи су ово протумачили као значење да није дозвољено само претицање ван колосека; међутим, анализа након трке показала је да је Хамилтон добио скоро три секунде у 4. заокрету, са широким изласком од најмање 0,1 секунди по кругу. Хорнер је критиковао недоследност промене граница стаза између квалификација и трке, рекавши да ову врсту ситуације "не треба засенчити сивом бојом". Хамилтон је приметио да је ситуација "била врло збуњујућа", питајући "[где] је граница када претичете?". Волф је упоредио прописе на догађају са „Шекспировим романом“ и позвао на доследност у складу са упутствима ФИА -е. Директор трке Мајкл Маси, међутим, инсистирао је да су правила јасна, рекавши да се "ништа није променило током трке".
Даље низ поредка, Алпин је открио да је одустајање Фернанда Алонса проузрокован омотом од сендвича који се нашао у једном од његових кочионих канала. Наступ Јукија Цуноде био је високо оцењен, а Рос Брон га је назвао "најбољим новајлијом Ф1 коју је имао годинама". Цунода је био критичан према свом учинку, рекавши да је само "напола задовољан". Себастијан Фетел је сматрао да није могао избећи судар са Естебаном Оконом, али се извинио због инцидента. Окон је био задовољан својим тркачким темпом и стратегијом, али је био разочаран својим коначним резултатом, приписујући то лошој срећи у квалификацијама и судару са Фетелом; веровао је да је могао завршити у доњој половини бодова да је његов покушај квалификације био "нормалан".

### Тркачка класификација
| Поз.                                                        | Бр. | Возач             | Конструктор  | Кругова | Време/Разлика | Место | Поени |
| ----------------------------------------------------------- | --- | ----------------- | ------------ | ------- | ------------- | ----- | ----- |
| 1                                                           | 44  | Луис Хамилтон     | Мерцедес     | 56      | 1:32:03.897   | 2     | 25    |
| 2                                                           | 33  | Макс Верстапен    | Ред Бул      | 56      | +0.745        | 1     | 18    |
| 3                                                           | 77  | Валтери Ботас     | Мерцедес     | 56      | +37.383       | 3     | 161   |
| 4                                                           | 4   | Ландо Норис       | Макларен     | 56      | +46.466       | 7     | 12    |
| 5                                                           | 11  | Серхио Перес      | Ред Бул      | 56      | +52.047       | ПЛ    | 10    |
| 6                                                           | 16  | Шарл Леклер       | Ферари       | 56      | +59.090       | 4     | 8     |
| 7                                                           | 3   | Данијел Рикијардо | Макларен     | 56      | +1:06.004     | 6     | 6     |
| 8                                                           | 55  | Карлос Саинз      | Ферари       | 56      | +1:07.100     | 8     | 4     |
| 9                                                           | 22  | Јуки Цунода       | Алфа Таури   | 56      | +1:25.692     | 13    | 2     |
| 10                                                          | 18  | Ланс Строл        | Астон Мартин | 56      | +1:26.713     | 10    | 1     |
| 11                                                          | 7   | Кими Рејкенен     | Алфа Ромео   | 56      | +1:28.864     | 14    |       |
| 12                                                          | 99  | Антонио Ђовинаци  | Алфа Ромео   | 55      | +1 круг       | 12    |       |
| 13                                                          | 31  | Естебан Окон      | Алпин        | 55      | +1 круг       | 16    |       |
| 14                                                          | 63  | Џорџ Расел        | Вилијамс     | 55      | +1 круг       | 15    |       |
| 15                                                          | 5   | Себастијан Фетел  | Астон Мартин | 55      | +1 круг2      | 20    |       |
| 16                                                          | 47  | Мик Шумахер       | Хас          | 55      | +1 круг       | 18    |       |
| 173                                                         | 10  | Пјер Гасли        | Алфа Таури   | 52      | Мењач         | 5     |       |
| 183                                                         | 6   | Николас Латифи    | Вилијамс     | 51      | Турбопуњач    | 17    |       |
| Оду                                                         | 14  | Фернандо Алонсо   | Алпин        | 32      | Кочнице       | 9     |       |
| Оду                                                         | 9   | Никита Мазепин    | Хас          | 0       | Инцидент      | 19    |       |
| Најбржи круг: Валтери Ботас (Мерцедес) – 1:32.090 (круг 56) |     |                   |              |         |               |       |       |
| Извор:                                                      |     |                   |              |         |               |       |       |

#### Напомена
- ^1  – Укључује један бод за најбржи круг.
- ^2  – Себастијан Фетел је добио 10 секунди казне због изазивања судара са Естебаном Оконом.
- ^3  – Пјер Гасли и Николас Латифи су класификовани јер су прешли више од 90% тркачке удаљености.

## Шампионат после трке
| Поз.   | Возач          | Поени |
| ------ | -------------- | ----- |
| 1      | Луис Хамилтон  | 25    |
| 2      | Макс Верстапен | 18    |
| 3      | Валтери Ботас  | 16    |
| 4      | Ландо Норис    | 12    |
| 5      | Серхио Перез   | 10    |
| Извор: |                |       |

| Поз.   | Конструктор | Поени |
| ------ | ----------- | ----- |
| 1      | Мерцедес    | 41    |
| 2      | Ред Бул     | 28    |
| 3      | Макларен    | 18    |
| 4      | Ферари      | 12    |
| 5      | Алфа Таури  | 2     |
| Извор: |             |       |

- Напомена: Укључено је само првих пет позиција за оба поретка.